# Placówka Straży Celnej „Radły”

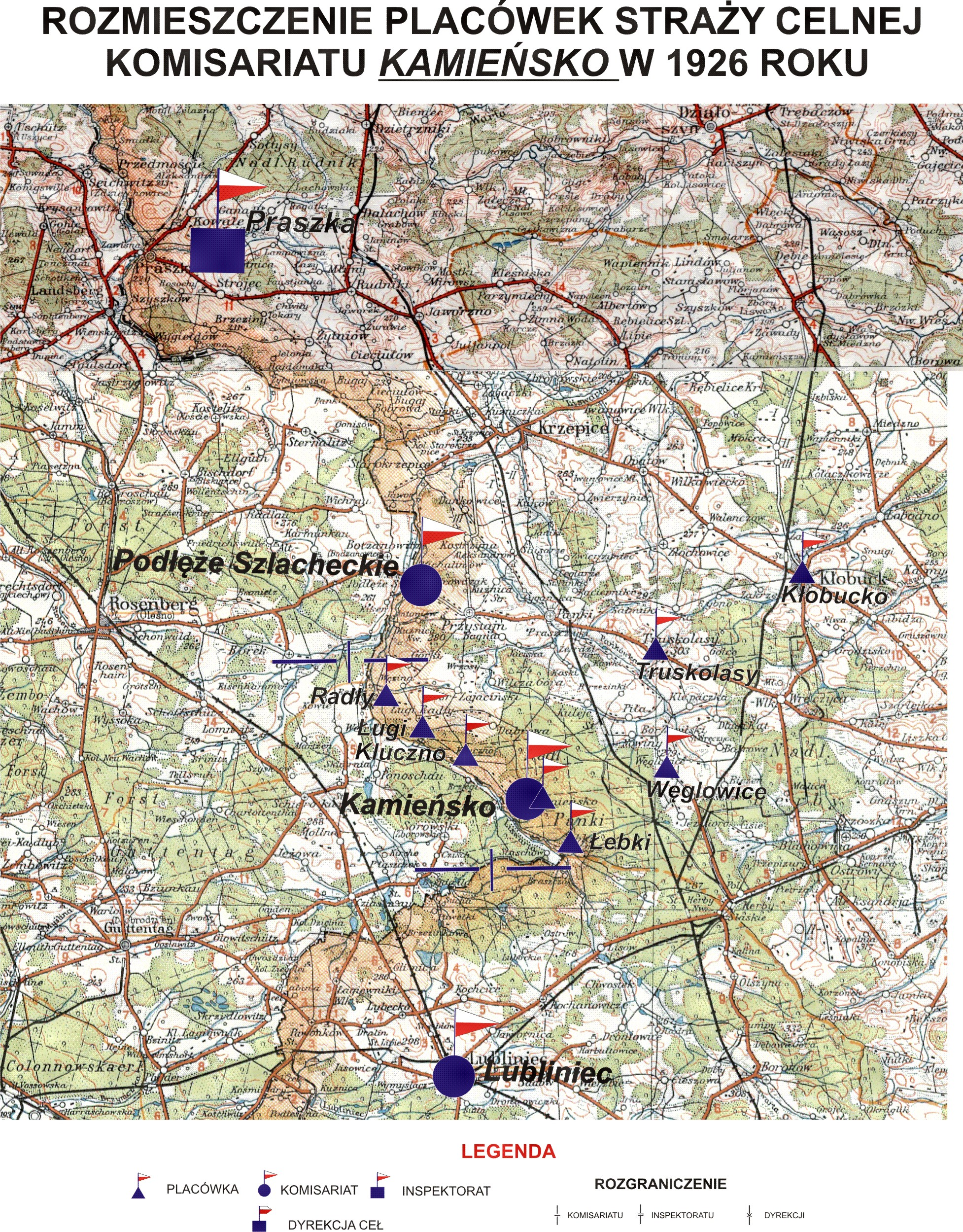
Rozmieszczenie placówek
komisariatu SC „Kamińsko”

Placówka Straży Celnej „Radły” – jednostka organizacyjna Straży Celnej pełniąca w okresie międzywojennym służbę ochronną na granicy polsko-niemieckiej.

## Formowanie i zmiany organizacyjne
Na wniosek Ministerstwa Skarbu, uchwałą z 10 marca 1920 roku, powołano do życia Straż Celną. Od połowy 1921 roku jednostki Straży Celnej rozpoczęły przejmowanie odcinków granicy od pododdziałów Batalionów Celnych. W 1921 roku w Podłężu Królewskim stacjonował sztab 3 kompanii 5 batalionu celnego. 3 kompania celna jedną ze swoich placówek wystawiła w Radłach. Proces tworzenia Straży Celnej trwał do końca 1922 roku. Placówka Straży Celnej „Radły” weszła w podporządkowanie komisariatu Straży Celnej „Kamińsko” z Inspektoratu SC „Praszka”.
W drugiej połowie 1927 roku przystąpiono do gruntownej reorganizacji Straży Celnej. W praktyce skutkowało to rozwiązaniem tej formacji granicznej. Ochronę północnej, zachodniej i południowej granicy państwa przejęła powołana z dniem 2 kwietnia 1928 roku  Straż Graniczna.
Rozkazem nr 11 z 9 stycznia 1930 roku w sprawie reorganizacji Wielkopolskiego Inspektoratu Okręgowego komendant Straży Granicznej płk Jan Jur-Gorzechowski ustalił numer i nową organizację komisariatu SG „Panki”. 
Z dniem 26 sierpnia 1932 roku w komisariacie została utworzona nowa placówka Straży Granicznej I linii „Rady-Ługi”.

## Funkcjonariusze placówki
Kierownicy placówki
| stopień          | imię i nazwisko, numer | okres pełnienia służby | kolejne stanowisko |
| ---------------- | ---------------------- | ---------------------- | ------------------ |
| starszy strażnik | Jan Stopa (852)        | był w 1926             |                    |

Obsada personalna placówki w 1926:
- starszy strażnik Jan Stopa (852)
- strażnik Józef Janoś (641)
- strażnik Mieczysław Hryniewicz (636)
- strażnik Aleksander Krasiński (647)
- strażnik Stanisław Krzyworzeka (834)
- strażnik Bronisław Ślusarczyk (671)
- strażnik Eugeniusz Zalewski (1136)
- strażnik Błażej Niemczyk